# Vavincourt
Vavincourt é uma comuna francesa na região administrativa de Grande Leste, no departamento de Meuse. Estende-se por uma área de 15,93 km². Em 2010 a comuna tinha 529 habitantes (densidade: 33,2 hab./km²).